# アナ・デ・アルマス
アナ・デ・アルマス（Ana de Armas, 1988年4月30日 - ）は、キューバ出身の女優。過去にはキューバ、スペインに拠点を置いていたが、2014年以降はアメリカ合衆国で活動している。

## 経歴

### 1988-2006 キューバ
1988年4月30日にキューバのハバナで生まれ、サンタ・クルス・デル・ノルテという小さな街で育った。母方の祖父母はスペインからの移民である。父親のラモンはソビエト連邦の大学で哲学を学んだ後、銀行の支店長や教師、学校の校長、町の副市長などの様々な職に就いていた。母親のアナは教育省で人事の職に就いていた。ハビエルという兄がおり、ニューヨークを拠点に写真家・ミキサーとして活動している。一家はキューバでは決して裕福な家庭ではなく、経済危機が起こった際には食糧を配給に頼ったり、燃料不足や停電を何度も経験したりしたという。客観的に見れば苦労の多い幼少期を過ごしているが、アナ本人は幸せな時期だったと語っている。
10代の頃はインターネットへのアクセスができない環境におり、キューバ以外の大衆文化についての知識が乏しかった。ただ、土曜日の20分のアニメと日曜日の昼の映画は見ることが出来ていた。家族はビデオデッキやDVDプレーヤーを持っていなかったため、アパートメントの隣人の部屋でハリウッド映画を見ていたという。当時好きだった映画は『ジョーズ』。映画を見終わると鏡の前で作中のセリフを練習しており、12歳の頃には女優になることを決意していた。2002年、14歳の時にキューバ国立演劇学校のオーディションに見事合格し、入団することになった。しかし、車やスクールバスのような通学手段がなかったため、時にはヒッチハイクで通学し、厳しい授業に参加していたという。
アナは在学中に3本の映画に出演した。その中には『カリブの白い薔薇』（2006年）がある。彼女はこの映画で主役を務めた。この役が決まったのは、キューバの俳優ホルヘ・ペルゴリアが自分の娘たちの誕生日パーティーに出席した際にアナと出会い、上記の映画の監督に彼女を主役として検討するように提案したことがきっかけである。監督はアナが通う演劇学校を訪れ、16歳の彼女に配役の決定を伝えた。この映画のプロモーションツアーでスペインを訪れた際には、後にスペインでのエージェントとなるフアン・ランハを紹介されている。その後、フェルナンド・ペレス監督のドラマ『El edén perdido』（2007年）で脇役を演じる。このドラマでは演劇学校の講師の許可を得ずに、夜間に行われた撮影に参加した。このようにキューバにおいて一見順調な女優としてのキャリアを積んでいたアナであったが、彼女は卒業論文を発表する数ヶ月前に、4年間の教育課程を全うすることなく演劇学校を辞めた。キューバの学生は卒業後3年間の社会奉仕活動を義務付けられており、これを終えない限りは出国することが禁じられているためである。自主退学の後、アナは18歳のときにスペイン人の母方の祖父母を頼りにスペイン国籍を取得し、俳優としてのキャリアを求めてマドリードに移住した。

### 2006-2014 スペイン

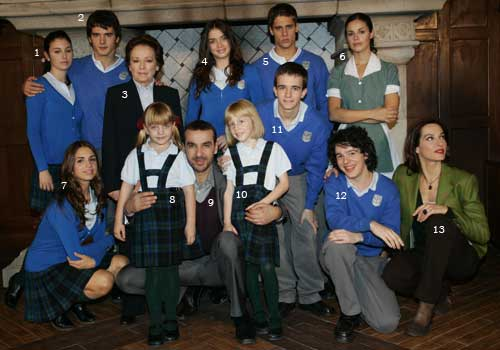
アナ（上段中央）とEl Internadoの共演者たち（2008年）

移住して2週間もしないうちに、『カリブの白い薔薇』でアナを見たキャスティング・ディレクターのルイス・サン・ナルシソと出会う。その2ヵ月後、アナは彼からティーン向けドラマ『El Internado』のカロリーナ役に起用され、2007年から2010年まで6シーズンにわたって出演した。全寮制の学校を舞台にしたこのドラマは視聴者の間で人気を博し、一躍スペインの有名人となった。撮影のない期間には映画『灼熱の肌』（2009年）に出演し、こちらも人気作となった。しかし、本人はティーンエイジャーの役ばかりオファーされることに焦りを感じていたという。アナは最終シーズンの手前で『El Internado』からの降板を申し出た。その後は英語を学ぶためにニューヨークで数ヶ月間生活したが、歴史ドラマ『Hispania, la leyenda』（2010年～2011年）に17話分出演するためにスペインに戻るよう説得された。その出演後はアントニオ・トラショラス監督のホラー映画『サイレント・ウェイ』（2011年）と『Anabel』（2015年）のほか、『秘密のキッス』（2014年）にも出演した。仕事の間隔が長く開いた際にはトマズ・パンドゥールが主催するマドリードの劇団のワークショップに参加していたが、その中で自分のキャリアに勢いがないことに大きな不安を感じていたという。その結果、ハリウッドのエージェントと新たに契約を結び、そのサポートを受けてロサンゼルスに拠点を移すことを決意した。

### 2014-現在 ハリウッド
ロサンゼルスに拠点を移したことで、アナは自身のキャリアをゼロからやり直さなければならなくなった。当時の彼女は英語をほとんど話せず、初期のオーディションでは「（自分が）何を言っているのかさえ分からない」こともしばしばだったという。しかし、ラテン系女優のために当て書きされた役を演じることに縛られたくなかったため、4ヶ月間フルタイムで英語を学んだ。ハリウッドでの出演作で初めて公開となったのは、キアヌ・リーブスと共演した、イーライ・ロス監督の『ノック・ノック』（2015年）である。この映画において、アナはセリフを言葉ではなく音として覚えていたという。本作への出演後、アナは共演したキアヌから彼自身が出演・製作したスリラー『エクスポーズ 暗闇の迷宮』（2016年）でスペイン語を話す人物の役として出演してほしいと電話で誘われた。翌年にはトッド・フィリップス監督の『ウォー・ドッグス』（2016年）に出演し、武器商人の妻としてマイルズ・テラーの相手役を務めた。この映画でもアナはセリフを音で覚えたという。『ハンズ・オブ・ストーン』（2016年）ではパナマのボクサー、ロベルト・デュランの妻としてエドガー・ラミレスと共演した。公開が後にはなってしまったが、本作はアナが初めて撮影に参加したハリウッド映画だった。監督のジョナサン・ヤクボウィッツは『El Internado』でアナのことを知り、まだマドリードに住んでいる彼女にロサンゼルスへ来てオーディションを受けるよう依頼したという。

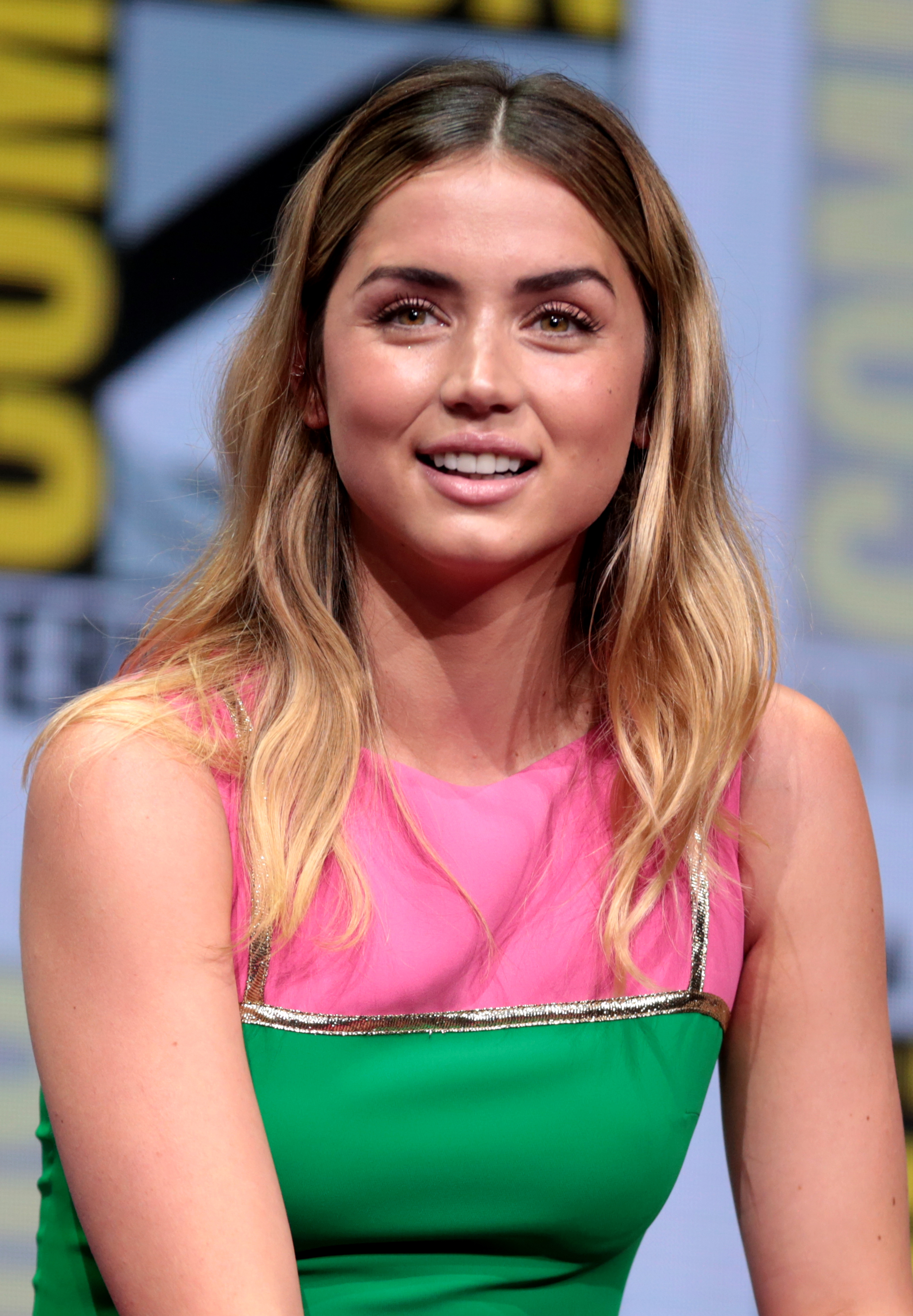
アナ・デ・アルマス（2017年）

2017年には『ブレードランナー 2049』で主人公を献身的に支える、人工知能を搭載した3Dホログラムのアシスタント役を演じて注目を集めた。本作の撮影後、アナは故郷のキューバに購入した自宅で2017年の内の多くの時間を過ごした。
2019年には『ナイブズ・アウト/名探偵と刃の館の秘密』で移民の看護師マルタ・カブレラ役を演じた。この映画での演技は広く賞賛され、女優としてのアナのブレークスルーとなった。彼女はその年のゴールデングローブ賞 映画部門 主演女優賞 (ミュージカル・コメディ部門)にノミネートされている。また、他の共演者と共にナショナル・ボード・オブ・レビュー賞 キャスト賞を受賞している。最初に映画出演の話が来たとき、アナは典型的な「ラテン系の世話人」を演じることに気乗りしていなかったが、その後すぐに自分の役が「それ以上のもの」であることに気付いたという。同年には『イエスタデイ』に出演し、ヒメーシュ・パテルと共演した。しかし、このシーンは本作の予告編のみに含まれ、ファイナル・カットからは削除されている。監督のダニー・ボイルはアナが出演したシーンを「本当に輝いていた」と評したが、このシーンで用意されていた三角関係のサブプロットが観客に受け入れられないと試写の段階で判断し、削除することになったと述べている。
2020年にはアナが出演する4本の映画が公開された。その内の1本である『WASP ネットワーク』ではキューバでロケが行われており、アナにとっては10代でスペインに拠点を移して以来の、母国での初仕事となった。
2021年には『007/ノー・タイム・トゥ・ダイ』でボンドガール（今作からはボンド・ウーマン）を演じた。この映画では『ナイブズ・アウト/名探偵と刃の館の秘密』で共演したダニエル・クレイグと再び共演している。アナが演じるパロマ（キューバのCIAエージェント）の役は、もともと彼女に注目していたというキャリー・フクナガ監督が彼女のために創り出し、脚本家の1人であるフィービー・ウォーラー＝ブリッジが完成させたものである。アナはパロマについて、ボンドのために用意されたエージェントであることを疑ってしまう程に自由で生き生きとしている、演じていてすごく楽しい人物だと評している。撮影は、イギリスのバッキンガムシャーにあるパインウッド・スタジオに作られた、ハバナの市街地を模したセットで行われた。
2022年にはパトリシア・ハイスミスの小説を基にしたエイドリアン・ライン監督の映画『底知れぬ愛の闇』に出演した。この映画ではアナとベン・アフレックが歪な共依存関係にある夫婦を演じている。また、ルッソ兄弟がNetflixで制作する『グレイマン』にはライアン・ゴズリング、クリス・エヴァンスとともに出演している。ライアンとは『ブレードランナー 2049』で、クリスとは『ナイブズ・アウト/名探偵と刃の館の秘密』で共演した仲である。
また同じ2022年に公開されたNetflixの映画『ブロンド』ではマリリン・モンローを演じた。監督のアンドリュー・ドミニクは『ノック・ノック』を鑑賞してアナの演技に以前から注目しており、配役にこそ長い期間を要したものの、最初のオーディションの後にはアナにマリリンの役を確保したという。本作に向けての役作りのため、アナは発音コーチの下で1年間学んだ。

2023年にはクリス・エヴァンスが主演を務めるApple TV+制作の映画『ゴーステッド Ghosted』にはスカーレット・ヨハンソンの代役として出演。

## 人物

### 私生活
2010年半ばにスペイン人俳優のマルク・クロテットと交際を始め、2011年7月にスペインのコスタ・ブラバ地方で結婚したが、2013年初頭に離婚した。2013年半ばから2014年半ばにかけては、スペインの監督・脚本家であるダビド・ビクトリと交際していた。その後、2015年初頭から2016年末まではアメリカ合衆国のタレント・エージェントのフランクリン・ラットと交際し、一時的に婚約していた。2017年から2018年にかけては、キューバ人画家のアレハンドロ・ピネイロ・ベロと交際していた。2020年初頭から2021年1月までは、2019年末の『底知れぬ愛の闇』の撮影をきっかけに知り合ったベン・アフレックと交際していた。2025年2月ごろからは、トム・クルーズと交際中と報じられている。

### その他
キューバとスペインの市民権を有している。
ラティーナの俳優は「官能的」や「情熱的」といった固定観念を持たれていると指摘し、これを問題視している。ただし、＃MeToo以前のハリウッドではそれが役立つこともあったと考えている。彼女は自身のことを「だらしなく、せっかちでドジな」人と表現し、そんな自分が「礼儀正しく、しっかりとした」人々と共に働けるのは幸運とする一方で、「キューバ人であること」も助けになっていたと認めている。
2021年には米ニュース雑誌『タイム』から次世代の100人に選ばれている。
2022年現在はニューヨーク在住である。

## 出演作品
※役名の太字表記は主演作品。

### 映画

#### 劇場公開映画
| 年   | 題名                                                                     | 役名                         | 備考                        | 吹替                                                  |
| ---- | ------------------------------------------------------------------------ | ---------------------------- | --------------------------- | ----------------------------------------------------- |
| 2006 | カリブの白い薔薇 Una rosa de Francia                                     | マリー                       | 日本劇場未公開              | （吹替版なし）                                        |
| 2007 | Madrigal                                                                 | ステラ・マリス               |                             | N/A                                                   |
| 2009 | 灼熱の肌 Mentiras y gordas                                               | カローラ                     | 日本劇場未公開              | （吹替版なし）                                        |
| 2010 | 怪盗グルーの月泥棒 3D Despicable Me                                      | マーゴ                       | 声の出演（スペイン語版）    | ミランダ・コスグローヴ（原語版） 須藤祐実（日本語版） |
| 2011 | サイレント・ウェイ El callejón                                           | ローサ                       | 日本劇場未公開              | （吹替版なし）                                        |
| 2013 | Faraday                                                                  | インマ・ムルガ               |                             | N/A                                                   |
| 2014 | 秘密のキッス Por un puñado de besos                                      | ソル                         | 日本劇場未公開、WOWOWで放映 | （吹替版なし）                                        |
| 2015 | ノック・ノック Knock Knock                                               | ベル                         |                             | 恒松あゆみ                                            |
| 2015 | Anabel                                                                   | クリス                       | N/A                         |                                                       |
| 2016 | エクスポーズ 暗闇の迷宮 Exposed                                          | イサベル・デ・ラ・クルス     | 一杉佳澄                    |                                                       |
| 2016 | ハンズ・オブ・ストーン Hands of Stone                                    | フェリシダード・イグレシアス | ミルノ純                    |                                                       |
| 2016 | ウォー・ドッグス War Dogs                                                | イズ                         | 日本劇場未公開              | 木下紗華                                              |
| 2017 | スクランブル Overdrive                                                   | ステファニー                 |                             | 松井茜                                                |
| 2017 | ブレードランナー 2049 Blade Runner 2049                                  | ジョイ                       | 小林沙苗                    |                                                       |
| 2019 | イエスタデイ Yesterday                                                   | ロクサーヌ                   | クレジットなし              | （登場シーンなし）                                    |
| 2019 | THE INFORMER/三秒間の死角 The Informer                                   | ソフィア・コズロー           |                             | うえだ星子                                            |
| 2019 | WASP ネットワーク Wasp Network                                           | アナ・マガリタ・マルティネス | 日本劇場未公開              | （吹替版なし）                                        |
| 2019 | ナイブズ・アウト/名探偵と刃の館の秘密 Knives Out                         | マルタ・カブレラ             |                             | 小林沙苗                                              |
| 2020 | ナイト・ウォッチャー The Night Clerk                                     | アンドレア・リヴェラ         | 田所あずさ                  |                                                       |
| 2021 | 007/ノー・タイム・トゥ・ダイ No Time to Die                              | パロマ                       | 水樹奈々                    |                                                       |
| 2024 | Eden                                                                     | エロイーズ                   | TBA                         |                                                       |
| 2025 | バレリーナ:The World of John Wick From the World of John Wick: Ballerina | イヴ・マカロ                 | TBA                         |                                                       |

#### テレビ映画
| 年   | 題名            | 役名     |
| ---- | --------------- | -------- |
| 2007 | El edén perdido | グロリア |

#### WEB配信映画
| 年   | 題名                                      | 役名                                | 配信局             | 備考     | 吹替     |
| ---- | ----------------------------------------- | ----------------------------------- | ------------------ | -------- | -------- |
| 2020 | セルジオ: 世界を救うために戦った男 Sergio | カロリーナ・ラリエラ                | Netflix            |          | 山村響   |
| 2022 | 底知れぬ愛の闇 Deep Water                 | メリンダ・ヴァン・アレン            | Amazon Prime Video | 三木美   |          |
| 2022 | グレイマン The Gray Man                   | ダニ・ミランダ                      | Netflix            | 小林沙苗 |          |
| 2022 | ブロンド Blonde                           | ノーマ・ジーン / マリリン・モンロー | Netflix            | 水樹奈々 |          |
| 2023 | ゴーステッド Ghosted Ghosted              | セイディ / タックスマン             | Apple TV+          | 兼製作   | 小林沙苗 |

### 短編映画
| 年   | 題名             | 役名             |
| ---- | ---------------- | ---------------- |
| 2009 | Y de postre, qué | 女性             |
| 2009 | Ánima            | フリエータ       |
| 2012 | Perrito chino    | サビーナ         |
| 2018 | Corazón          | エレナ・ラミレス |
| 2019 | Entering Red     | アナ             |

### ドラマ
| 年        | 題名                 | 役名                       | 備考   |
| --------- | -------------------- | -------------------------- | ------ |
| 2007-2010 | El Internado         | カロリーナ・レアル・ソリス | 計56話 |
| 2010-2012 | Hispania, la leyenda | ネレア                     | 計17話 |
| 2011      | Actrices             | 本人                       | 計2話  |

### ミュージックビデオ
| 年   | 題名                        | 役名           | アーティスト |
| ---- | --------------------------- | -------------- | ------------ |
| 2009 | Mundo frágil                |                | Sidecars     |
| 2011 | Gipsy funky love me do      | Rosario Flores |              |
| 2018 | Everyday                    | Orishas        |              |
| 2020 | Antes Que El Mundo Se Acabe | 本人           | Residente    |